# Sven Lundh
Sven Erik Lundh, född 20 juli 1925 i Lagan, död 12 november 2015 i Värnamo, var en svensk entreprenör.
Sven Lundh grundade 1970 möbelföretaget Källemo i Värnamo. Källemo har lanserat många väl kända möbler av skandinaviska möbelformgivare, till exempel Jonas Bohlins betongstol Concrete 1982, Mats Theselius fåtölj El Dorado och flera stolar av John Kandell.
Sven Lundh var initiativtagare till konsthallsprojektet Vandalorum utanför Värnamo.